# Eurizione (re di Ftia)
Nella mitologia greca Eurizione o Eurito fu un re di Ftia. È anche contato tra gli argonauti e tra i partecipanti alla caccia del cinghiale calidonio, dove trovò la morte.

## Genealogia
Eurizione era figlio di Iro, figlio di Attore, figlio di Mirmidone, oppure figlio di Attore. Se era figlio di Iro, la madre era Demonassa ed era fratello di Euridamante, anch'egli argonauta. La figlia Antigone andò in sposa a Peleo e fu madre di Polidora, sorella di Achille.

## Mitologia
Quando Peleo fuggì da Egina a causa dell'omicidio del suo fratellastro Foco, fu ricevuto e purificato da Eurizione. Inoltre, il re offrì anche a Peleo una terza parte del regno da governare e sua figlia Antigone in moglie.
Euritione partecipò al viaggio degli argonauti, e si lasciò crescere i capelli fino a quando non fu di nuovo al sicuro a casa. Insieme a suo genero, si recò anche a Calidone per rispondere alla chiamata del re Oineo per uccidere il cinghiale calidonio che stava devastando la sua terra. Durante la caccia, Peleo scagliò con forza una lancia che mancò il gigantesco animale ma colpì inavvertitamente il suocero. Eurizione morì nel bosco, a causa di quella ferita mortale al petto, mentre Peleo fuggì da Ftia e si recò a Iolco, dove fu purificato per questo omicidio dal re Acasto. In seguito, Peleo radunò molte pecore e bovini e li condusse presso il padre di Eurizione, Iro, come prezzo di sangue per l'uccisione del figlio, ma Iro non accettò e lo mandò via.